# Pangsha
Pangsha är ett underdistrikt i Bangladesh. Det ligger i den centrala delen av landet, 100 km väster om huvudstaden Dhaka.
Trakten runt Pangsha består till största delen av jordbruksmark. Runt Pangsha är det tätbefolkat, med 947 invånare per kvadratkilometer.